# Манкинер
 Манкинер  — деревня в Параньгинском районе Республики Марий Эл. Входит в состав Усолинского сельского поселения.

## География
Находится в восточной части Республики Марий Эл на расстоянии приблизительно 5 км по прямой на восток от районного центра посёлка Параньга.

## История
Деревня основана в 1801 году русскими крестьянами Орловского уезда Вятской губернии. Первоначально она называлась Большой Тошкем (Манкинер). В 1836 здесь было 22 двора, 187 жителей, в 1859 15 и 163 соответственно. В 1923 г. в 75 дворах жили 439 человек. До 1955 года в деревне проживало более 200 человек, число дворов оставалось стабильным и держалось в пределах 58-60. К концу 1970-х годов деревня была включена в разряд неперспективных, здесь уже не строились, школу закрыли. В 1982 году в деревне оставалось 15 хозяйств, жили 38 человек, все русские, в 2003 году в деревне оставались только 6 жилых дворов. Часть домов стали покупать марийцы. В советское время работали колхозы «9 января», «Маяк», «За коммунизм».

## Население
Население составляло 9 человек (русские 56 %, мари 44 %) в 2002 году, 2 в 2010.

## Известные уроженцы
Горинова Вера Михайловна (1925—2015) —  электросварщик механоштамповочного цеха № 1 Марийского завода торгового машиностроения (1944―1975). Почётный гражданин Йошкар-Олы (1969). Кавалер ордена Ленина (1971).